# 御影京子
御影 京子（みかげ きょうこ、1946年7月25日- ）は、日本の元女優。本名：河村 多美子。
東京都出身。西山高等学校卒業。

## 来歴・人物
1963年から1970年代前半にかけて時代劇を中心に映画やテレビドラマで清楚可憐なイメージのヒロイン役を演じた。
引退後は伊東温泉のホテル「暖香園」で女将を務めている。

## 出演作品

### 映画
- 伊賀の影丸 （1963年、主演：松方弘樹、監督：小野登、東映京都） - 影丸の幼馴染み・右京
- 若様やくざ 江戸っ子天狗（1963年、主演：大川橋蔵、監督：工藤栄一、東映京都） - おしの
- 銭形平次捕物控（1963年、主演：里見浩太朗、監督：平山亨、東映京都） - お美代
- 次郎長三国志（1963年、主演：鶴田浩二、監督：マキノ雅弘、東映京都） - おきね
- 続 次郎長三国志（1963年、主演：鶴田浩二、監督：マキノ雅弘、東映京都） - おきね
- 柳生武芸帳 片目の忍者（1963年、主演：近衛十四郎、監督：松村昌治、東映京都） - いなみ
- 三匹の浪人（1964年、主演：近衛十四郎、監督：平山亨、東映京都） - お清
- 続 隠密剣士（1964年、主演：大瀬康一、監督：船床定男、東映京都） - お甲
- 集団奉行所破り（1964年、主演：金子信雄、監督：長谷川安人、東映京都） - お光
- 明治侠客伝 三代目襲名（1965年、主演：鶴田浩二、監督：加藤泰、東映京都） - 野村明子
- 徳川女系図（1968年、主演：吉田輝雄、監督：石井輝男、東映京都） - おみつ
- 怪猫 呪いの沼（1968年、主演：里見浩太朗、監督：石川義寛、東映京都） - 津山又右衛門の娘・雪路
- 四谷怪談 お岩の亡霊（1969年、主演：佐藤慶、監督：森一生、大映京都） - お岩の妹・お袖
- 眠狂四郎 卍斬り（1969年、主演：松方弘樹、監督：池広一夫、大映京都） - 隠れキリシタン・しの

### テレビドラマ
- つむじ風三万両（1964年 - 1965年、NTV / 東映）
- 風雲児半次郎（1964年 - 1965年、12ch / 東伸テレビ映画） - 中村半次郎の妹・伊東貞子
- NHK大河ドラマ（NHK）
  - 太閤記（1965年）
  - 源義経（1966年） -うつぼ
- 水戸黄門 (ブラザー劇場) （TBS / 東伸テレビ映画） ※月形龍之介版
  - 第22話「サムライは嫌い」（1965年）
  - 第35話「相馬の抜打ち」（1965年）
  - 第46話「火薬の洞穴」（1965年）
- 六人の隠密（1964年 - 1965年、NET / 東映）
- 柳生武芸帳 （1965年、NET / 東映） - 柳生十兵衛の妹・於季 ※近衛十四郎版
- 竜馬がゆく （1965年、MBS / 東伸テレビ映画） ※中野誠也版
- 新選組血風録 第10話「刺客」（1965年、NET / 東映） - 冷泉家の女中・お清
- 素浪人 月影兵庫 （NET / 東映） ※近衛十四郎版
  - 第1シリーズ 第6話「宿場は泣いていた」（1965年） - およし
  - 第2シリーズ 第3話「白刃が待っていた」（1967年） - おしの
  - 第2シリーズ 第35話「もぐらは空に消えていた」（1967年） - 火の番の娘
  - 第2シリーズ 第77話「タカがトンビを生んでいた」（1968年） - おきみ
  - 第2シリーズ 第90話「お酒が海を渡ってきた」（1968年）
- 草暦（1965年、NHK） ※芸術祭参加作品
- 銭形平次（CX / 東映） ※大川橋蔵版
  - 第3話「謎の夫婦雛」（1966年） - 七重
  - 第88話「大江戸の春」（1968年） - おみち
  - 第122話「平次を消せ」（1968年） - お才
  - 第312話「涙の十手」（1972年） - 岡っ引の女房・おきた
  - 第357話「雪の挽歌」（1973年） - 芸者・菊弥
- にっぽん道中記 第20話「川止め・島田宿恐怖の一夜」（1966年、CX）
- ライオン奥様劇場
  - 妻の座（1966年、CX / 宝塚映画製作所・東宝）
  - 姉妹化粧（1968年、CX / 松竹）
  - 大奥の女たち（1971年、CX / NMC）） - お佳代の方 ※主演
- 若さま侍捕物帖 第1、2、4、6 - 11話（1967年、NTV） ※市川新之助版
- 東芝日曜劇場 第537回「熱い雪」（1967年、TBS）
- みだれがみ（1967年 - 1968年、NHK）
- 文五捕物絵図 （NHK）
  - 第3話「越後こぼれ花」（1967年） - おゆき
  - 第15話「送り火」（1967年）
  - 第53話「疵」（1968年）
  - 第74話「天保の青春」（1968年）
- 遠山の金さん（1967年、NTV） ※市川新之助版
- 特別機動捜査隊 （NET / 東映）
  - 第299話「夜の季節」（1967年）
  - 第305話「富士山頂」（1967年） - 塚田佳子
- 野次馬がいく 第4話「起て!堂々と」（1967年、NET / 東映） - 美代
- ジョン万次郎（1968年、NTV / 松竹） ※江原真二郎版
- 大奥（1968年、KTV / 東映） - 狩野妙
  - 第5話「緋牡丹の佳人」
  - 第6話「恐ろしきたくらみ」
  - 第7話「花散りぬ」
- 風 第34話「白州の鬼」（1968年、TBS / 松竹） - 信乃
- てなもんや一本槍 （ABC）
  - 第15回「持仏堂の怪」（1968年）
  - 第25回「忙中閑なし」（1968年）
  - 第35回「招かざる客」（1968年）
- 開化探偵帳（1968年 - 1969年、NHK）
- 五人の野武士 第8話「戦乱に咲く」（1968年、NTV / 三船プロ） - しづ
- 仇討ち（TBS / 東京映画）
  - 第9話「喧嘩ざむらい」（1968年） - お染
  - 第21話「横笛を吹く侍」（1969年） - 千江
- NHK劇場 花と花瓶（1969、NHK）
- 新・日本剣客伝 第5話 - 第7話「中村半次郎」（1969年、NET / 東映） - たみ
- 用心棒シリーズ（NET / 東映）
  - 帰って来た用心棒 第28話「福と鬼との巷」（1969年）
  - 俺は用心棒 第21話「決起の時 九人」（1969年） - 美津
- 素浪人 花山大吉 （NET / 東映）
  - 第7話「自分で自分を探していた」（1969年） - おくめ
  - 第33話「のっぺらぼうが泣いていた」（1969年） - お千代
  - 第48話「佛を背負ってモメていた」（1970年） - 菊乃
  - 第73話「喰い逃げ野郎はツイていた」（1970年） - 料理屋「春駒」の娘・お春
- あゝ忠臣蔵 （1969年、KTV / 東映） - 堀部安兵衛の妻・幸
  - 第1話「美しき元禄の春」
  - 第2話「運命の勅使下向」
  - 第7話「瑤泉院とその侍女」
  - 第22話「大石東下り」
  - 第23話「俵星玄蕃 花の兄妹」
  - 第36話「討入り前夜」
  - 第38話「暁の勝鬨」
  - 第39話「花の四十七士」
- 木石（1969年、CX / 歌舞伎座テレビ室）
- 水戸黄門 (ナショナル劇場) （TBS / C.A.L） ※東野英治郎版
  - 第1部 第8話「まぼろしの剣 -浜松-」（1969年） - 世津
  - 第3部 第24話「女海賊とにせ黄門 -平戸-」（1972年） - おこの
- 天を斬る 第7話「金色の湖」（1969年、NET / 東映） - 西国屋の女中・おすみ
- 古賀政男自伝 我が心の歌（1970年、CX）
- 大坂城の女（1970年、CX / 東映） - 多聞家の侍女・露
  - 第2話「許されざる恋」
  - 第3話「二人だけの天守閣」
- 燃えよ剣 第9話「京 三条 池田屋」（1970年、NET / 東映） - 池田屋の仲居・おえん
- コント55号60分1本勝負 第12回（1970年、NET）
- 銀河ドラマ （NHK）
  - 大風呂敷（1970年）
  - 笑わぬ男（1970年）
- 千葉周作 剣道まっしぐら 第39話「正剣・邪剣」（1971年、TBS）- 美保
- ザ・ガードマン 第305話「怪談・幽霊の出る女犯寺」（1971年、TBS / 大映テレビ室） - 千津
- 旗本退屈男 第23話「矢車数え唄」（1971年、CX / 東宝) - 冴姫 ※高橋英樹版
- 柳生十兵衛 第29話「生きていた亡霊」（1971年、CX / 東映） - りん ※山口崇版
- 軍兵衛目安箱 第3話「脱牢者の待つ道」（1971年、NET / 東映） - おゆみ
- 大江戸捜査網 第42話「夏祭り無法一代」（1971年、12ch / 日活）
- 遠山の金さん捕物帳 （NET / 東映） ※中村梅之助版
  - 第76話「似顔絵の男」（1971年） - おその
  - 第97話「福を拾った男」（1972年）
  - 第131話「江戸の花を咲かせた女」（1973年） - お七
- 弥次喜多隠密道中 第9話「帰ってきた男」（1971年、NTV / 歌舞伎座テレビ室）
- 清水次郎長 第36話「情けが仇の殴り込み」（1972年、CX / 東映） - お美代 ※竹脇無我版
- 月曜スター劇場 あの橋の畔で（1972年、NTV / 松竹） - OL・新村葉子 ※主演
- 紫頭巾 第12話「この女一万両なり」（1972年、12ch / 松竹） - ちさと
- 怪談 第6話「累ヶ渕」（1972年、MBS / 歌舞伎座プロ） - お久
- 地獄の辰捕物控 第9話「かんざしの向うにお玉がいる」（1972年、NET / 東映） - お紋
- 二人の素浪人 第18話「剣に砕けた密航船」（1972年、CX / 東映） - 白魚のお峰
- 素浪人 天下太平 第9話「山の彼方の悪を断つ」（1973年、NET / 東映） - お春
- 無宿侍 第6話「俺が拾った宿命」（1973年、CX / 国際放映） - 小春

### 広告
- 小西酒造「清酒白雪」

## 参考資料
- テレビドラマデータベース
- 日本映画製作者連盟 映連データベース